# Sunday Mba
Sunday Mba (Aba, 28 november 1988) is een Nigeriaans voetballer die als middenvelder speelt.

## Clubcarrière
Mba speelde lang in de Nigeriaanse competitie. In augustus 2013 trok hij naar CA Bastia in Frankrijk en in de zomer van 2015 ging hij voor Yeni Malatyaspor in Turkije spelen. Met die club promoveerde hij in 2017 naar de Süper Lig. Hierna zou hij overstappen naar het gedegradeerde Gaziantepspor maar die club vroeg uitstel van betaling aan en mocht geen spelers registreren van de bond. In september 2017 werd zijn contract bij Yeni Malatyaspor ontbonden.

## Interlandcarrière
Mba debuteerde in 2012 in het Nigeriaans voetbalelftal. Hij maakte deel uit van de selectie voor de door Nigeria gewonnen Afrika Cup 2013 en scoorde in zowel de kwartfinale als de finale het winnende doelpunt. Hij was de enige basisspeler die in de Nigeriaanse competitie speelde. Hij maakte ook deel uit van de Nigeriaanse selectie op de FIFA Confederations Cup 2013.

## Erelijst
Nigeria
- Afrika Cup

2013
1 Enyeama ·
2 Yobo  ·
3 Echiéjilé ·
4 Obiora ·
5 Ambrose ·
6 Egwuekwe ·
7 Musa ·
8 Ideye ·
9 Emenike ·
10 Mikel ·
11 Moses ·
12 Gabriel ·
13 Ogude ·
14 Oboabona ·
15 Uche ·
16 Ejide ·
17 Onazi ·
18 Uzoenyi ·
19 Mba ·
20 Igiebor ·
21 Oshaniwa ·
22 Omeruo ·
23 Agbim ·
Coach: Keshi